# Papillidiopsis mahensis
Papillidiopsis mahensis là một loài Rêu trong họ Sematophyllaceae. Loài này được (Besch.) O'Shea mô tả khoa học đầu tiên năm 1998.